# Japanischer Fußball-Supercup 2007
Der japanische Fußball-Supercup 2007 wurde am 24. Februar 2007 zwischen dem japanischen Meister 2006 Urawa Reds und dem Kaiserpokal-Finalisten 2006 Gamba Osaka ausgetragen. Das Spiel fand im Nationalstadion in Tokio statt.
| Paarung        | Urawa Reds – Gamba Osaka |
| Ergebnis       | 0:4 (0:2) |
| Datum          | 24. Februar 2007 um 14:35 Uhr |
| Stadion        | Nationalstadion, Tokio |
| Zuschauer      | 35.307 |
| Schiedsrichter | Kenji Ogiya |
| Tore           | 0:1 Magno Alves (31.) 0:2 Takahiro Futagawa (42.) 0:3 Magno Alves (67.) 0:4 Magno Alves (85.) |
| Urawa Reds     | Norihiro Yamagishi – Nene, Hideki Uchidate, Keisuke Tsuboi – Tadaaki Hirakawa (62. Masayuki Okano), Keita Suzuki, Yūki Abe, Shinji Ono, Nobuhisa Yamada – Ponte, Washington Cheftrainer: Holger Osieck ( Deutschland)                                 |
| Gamba Osaka    | Naoki Matsuyo – Akira Kaji, Sidiclei (88. Sota Nakazawa), Satoshi Yamaguchi, Michihiro Yasuda – Tomokazu Myōjin, Hideo Hashimoto, Yasuhito Endo, Takahiro Futagawa – Ryūji Bando (75. Bare), Magno Alves (86. Shōki Hirai) Cheftrainer: Akira Nishino |
| Gelbe Karten   | Ponte (20.), Washington (59.), Nobuhisa Yamada (65.) – keine |

## Supercup-Sieger Gamba Osaka
|  | Gamba Osaka |
|  | - Tor: Naoki Matsuyo - Abwehr: Akira Kaji; Sidiclei; Satoshi Yamaguchi; Michihiro Yasuda; Sota Nakazawa - Mittelfeld: Tomokazu Myōjin; Hideo Hashimoto; Yasuhito Endo; Takahiro Futagawa - Angriff: Ryūji Bando; Magno Alves; Bare; Shōki Hirai |
|  | Trainer: Akira Nishino |